# Liga Mundial de Voleibol de 2007
A Liga Mundial de Voleibol de 2007 foi a 18ª edição do torneio anual masculino promovido pela FIVB (Federação Internacional de Voleibol).
Na primeira fase (fase intercontinental) participaram do torneio 16 equipes divididas em quatro grupos de quatro. Essas equipes enfrentaram-se todas contra todas, dentro de seus grupos, em jogos semanais duplos entre 25 de maio e 1 de julho de 2007. Inicialmente a cidade de Roma sediaria a fase final da Liga, mas no início de 2007 foi transferida para Katowice, na Polônia. 
O Brasil conquistou o sétimo título de sua história, sendo o quinto consecutivo, ao superar a Rússia na final por 3-1.

## Equipes participantes
Equipes que intervieram na edição 2007 da Liga Mundial integrando os seguintes grupos:
| Grupo A                                       | Grupo B                                    | Grupo C                          | Grupo D                                  |
| --------------------------------------------- | ------------------------------------------ | -------------------------------- | ---------------------------------------- |
| Brasil · Canadá · Coreia do Sul · Finlândia · | França · Estados Unidos · Japão · Itália · | Cuba · Rússia · Egito · Sérvia · | Bulgária · Argentina · China · Polónia · |

## Fase intercontinental

### Grupo A
| Pos | Equipe        | Pts | J  | V  | D  | PP   | PC   | PA    | SP | SC | SA    |
| --- | ------------- | --- | -- | -- | -- | ---- | ---- | ----- | -- | -- | ----- |
| 1   | Brasil        | 24  | 12 | 12 | 0  | 1008 | 826  | 1,220 | 36 | 5  | 7,200 |
| 2   | Finlândia     | 19  | 12 | 7  | 5  | 1043 | 1025 | 1,018 | 24 | 22 | 1,091 |
| 3   | Coreia do Sul | 15  | 12 | 3  | 9  | 962  | 1065 | 0,903 | 17 | 28 | 0,607 |
| 4   | Canadá        | 14  | 12 | 2  | 10 | 913  | 1010 | 0,904 | 10 | 32 | 0,313 |

PTS - pontos, J - jogos, V - vitórias, D - derrotas, PP - pontos pró, PC - pontos contra, PA - pontos average, SP - sets pró, SC - sets contra, SA - sets average
| Data   | Jogo          | Jogo | Jogo          | Parciais | Parciais | Parciais | Parciais | Parciais | Cidade         |
| Data   | Jogo          | Jogo | Jogo          | 1        | 2        | 3        | 4        | 5        | Cidade         |
| ------ | ------------- | ---- | ------------- | -------- | -------- | -------- | -------- | -------- | -------------- |
| 25 mai | Canadá        | 3-1  | Finlândia     | 18-25    | 25-20    | 28-26    | 25-18    | -        | London         |
| 26 mai | Coreia do Sul | 0-3  | Brasil        | 17-25    | 23-25    | 26-28    | -        | -        | Cheonan        |
| 26 mai | Canadá        | 1-3  | Finlândia     | 25-19    | 22-25    | 24-26    | 19-25    | -        | London         |
| 27 mai | Coreia do Sul | 2-3  | Brasil        | 25-23    | 19-25    | 29-27    | 23-25    | 15-17    | Cheonan        |
| 1 jun  | Brasil        | 3-1  | Finlândia     | 25-17    | 25-14    | 20-25    | 25-19    | -        | Cuiabá         |
| 2 jun  | Brasil        | 3-0  | Finlândia     | 25-15    | 25-19    | 25-20    | -        | -        | Cuiabá         |
| 2 jun  | Coreia do Sul | 3-1  | Canadá        | 26-24    | 26-24    | 20-25    | 25-23    | -        | Jeonju         |
| 3 jun  | Coreia do Sul | 3-0  | Canadá        | 25-19    | 25-23    | 25-19    | -        | -        | Jeonju         |
| 8 jun  | Brasil        | 3-0  | Coreia do Sul | 25-19    | 25-16    | 25-15    | -        | -        | São Paulo      |
| 8 jun  | Finlândia     | 3-0  | Canadá        | 25-23    | 25-15    | 25-18    | -        | -        | Lahti          |
| 9 jun  | Brasil        | 3-0  | Coreia do Sul | 25-22    | 25-19    | 25-14    | -        | -        | São Paulo      |
| 9 jun  | Finlândia     | 3-1  | Canadá        | 26-24    | 24-26    | 25-18    | 25-23    | -        | Lahti          |
| 15 jun | Brasil        | 3-0  | Canadá        | 25-21    | 25-20    | 25-13    | -        | -        | Belo Horizonte |
| 15 jun | Finlândia     | 3-1  | Coreia do Sul | 25-22    | 26-24    | 22-25    | 25-19    | -        | Turku          |
| 16 jun | Brasil        | 3-1  | Canadá        | 25-14    | 20-25    | 25-22    | 25-18    | -        | Belo Horizonte |
| 16 jun | Finlândia     | 3-1  | Coreia do Sul | 22-25    | 25-19    | 25-22    | 25-17    | -        | Turku          |
| 22 jun | Canadá        | 0-3  | Brasil        | 18-25    | 23-25    | 21-25    | -        | -        | Mississauga    |
| 23 jun | Coreia do Sul | 1-3  | Finlândia     | 16-25    | 19-25    | 26-24    | 14-25    | -        | Yangsan        |
| 23 jun | Canadá        | 0-3  | Brasil        | 23-25    | 22-25    | 22-25    | -        | -        | Mississauga    |
| 24 jun | Coreia do Sul | 2-3  | Finlândia     | 25-21    | 20-25    | 25-22    | 19-25    | 12-15    | Yangsan        |
| 29 jun | Finlândia     | 0-3  | Brasil        | 21-25    | 22-25    | 23-25    | -        | -        | Espoo          |
| 29 jun | Canadá        | 3-1  | Coreia do Sul | 25-19    | 21-25    | 25-21    | 25-19    | -        | Winnipeg       |
| 30 jun | Canadá        | 0-3  | Coreia do Sul | 20-25    | 22-25    | 23-25    | -        | -        | Winnipeg       |
| 30 jun | Finlândia     | 1-3  | Brasil        | 20-25    | 25-23    | 21-25    | 21-25    | -        | Espoo          |

### Grupo B
| Pos | Equipe         | Pts | J  | V  | D | PP   | PC   | PA    | SP | SC | SA    |
| --- | -------------- | --- | -- | -- | - | ---- | ---- | ----- | -- | -- | ----- |
| 1   | Estados Unidos | 22  | 12 | 10 | 2 | 1110 | 1003 | 1,107 | 33 | 12 | 2,750 |
| 2   | França         | 19  | 12 | 7  | 5 | 1156 | 1125 | 1,028 | 28 | 23 | 1,217 |
| 3   | Itália         | 16  | 12 | 4  | 8 | 1097 | 1152 | 0,952 | 19 | 30 | 0,633 |
| 4   | Japão          | 15  | 12 | 3  | 9 | 1048 | 1131 | 0,927 | 17 | 32 | 0,531 |

PTS - pontos, J - jogos, V - vitórias, D - derrotas, PP - pontos pró, PC - pontos contra, PA - pontos average, SP - sets pró, SC - sets contra, SA - sets average
| Data   | Jogo           | Jogo | Jogo           | Parciais | Parciais | Parciais | Parciais | Parciais | Cidade      |
| Data   | Jogo           | Jogo | Jogo           | 1        | 2        | 3        | 4        | 5        | Cidade      |
| ------ | -------------- | ---- | -------------- | -------- | -------- | -------- | -------- | -------- | ----------- |
| 26 mai | Estados Unidos | 2-3  | França         | 25-13    | 19-25    | 17-25    | 26-24    | 13-15    | Portland    |
| 27 mai | Estados Unidos | 3-1  | França         | 25-22    | 25-22    | 22-25    | 25-20    | -        | Portland    |
| 1 jun  | Itália         | 3-2  | França         | 25-20    | 25-20    | 22-25    | 15-25    | 17-15    | Florença    |
| 1 jun  | Estados Unidos | 3-1  | Japão          | 25-17    | 23-25    | 27-25    | 25-19    | -        | Green Bay   |
| 2 jun  | Estados Unidos | 3-1  | Japão          | 20-25    | 25-22    | 25-22    | 25-18    | -        | Green Bay   |
| 3 jun  | Itália         | 0-3  | França         | 20-25    | 23-25    | 26-28    | -        | -        | Livorno     |
| 8 jun  | França         | 3-1  | Estados Unidos | 25-22    | 19-25    | 38-36    | 25-18    | -        | Lyon        |
| 9 jun  | Japão          | 1-3  | Itália         | 25-17    | 18-25    | 20-25    | 21-25    | -        | Komaki      |
| 9 jun  | França         | 1-3  | Estados Unidos | 25-22    | 27-29    | 23-25    | 21-25    | -        | Lyon        |
| 10 jun | Japão          | 3-2  | Itália         | 26-24    | 25-22    | 22-25    | 31-33    | 15-13    | Komaki      |
| 15 jun | Estados Unidos | 3-1  | Itália         | 25-21    | 25-21    | 25-27    | 29-27    | -        | Chicago     |
| 16 jun | França         | 3-0  | Japão          | 25-19    | 25-22    | 25-20    | -        | -        | Estrasburgo |
| 16 jun | Estados Unidos | 3-0  | Itália         | 25-19    | 25-22    | 25-20    | -        | -        | Chicago     |
| 17 jun | França         | 3-2  | Japão          | 25-13    | 25-19    | 22-25    | 20-25    | 15-12    | Estrasburgo |
| 22 jun | França         | 2-3  | Itália         | 25-23    | 18-25    | 19-25    | 25-23    | 17-19    | Paris       |
| 23 jun | Japão          | 0-3  | Estados Unidos | 17-25    | 23-25    | 15-25    | -        | -        | Kumamoto    |
| 23 jun | França         | 3-1  | Itália         | 25-23    | 25-20    | 25-27    | 25-14    | -        | Paris       |
| 24 jun | Japão          | 0-3  | Estados Unidos | 23-25    | 22-25    | 22-25    | -        | -        | Kumamoto    |
| 29 jun | Itália         | 1-3  | Estados Unidos | 18-25    | 25-23    | 16-25    | 29-31    | -        | Nápoles     |
| 30 jun | Japão          | 2-3  | França         | 26-24    | 25-19    | 19-25    | 24-26    | 11-15    | Tóquio      |
| 1 jul  | Japão          | 3-1  | França         | 19-25    | 25-20    | 25-19    | 25-20    | -        | Tóquio      |
| 1 jul  | Itália         | 0-3  | Estados Unidos | 26-28    | 21-25    | 13-25    | -        | -        | Avellino    |
| 6 jul  | Itália         | 2-3  | Japão          | 21-25    | 21-25    | 25-19    | 25-23    | 11-15    | Mantova     |
| 8 jul  | Itália         | 3-1  | Japão          | 25-21    | 27-25    | 22-25    | 25-18    | -        | Monza       |

### Grupo C
| Pos | Equipe | Pts | J  | V  | D  | PP   | PC  | PA    | SP | SC | SA    |
| --- | ------ | --- | -- | -- | -- | ---- | --- | ----- | -- | -- | ----- |
| 1   | Rússia | 22  | 12 | 10 | 2  | 1022 | 898 | 1,138 | 31 | 10 | 3,100 |
| 2   | Cuba   | 19  | 12 | 7  | 5  | 1047 | 990 | 1,058 | 26 | 19 | 1,368 |
| 3   | Sérvia | 19  | 12 | 7  | 5  | 968  | 977 | 0,991 | 24 | 18 | 1,333 |
| 4   | Egito  | 12  | 12 | 0  | 12 | 796  | 968 | 0,822 | 2  | 36 | 0,056 |

PTS - pontos, J - jogos, V - vitórias, D - derrotas, PP - pontos pró, PC - pontos contra, PA - pontos average, SP - sets pró, SC - sets contra, SA - sets average
| Data   | Jogo   | Jogo | Jogo   | Parciais | Parciais | Parciais | Parciais | Parciais | Cidade   |
| Data   | Jogo   | Jogo | Jogo   | 1        | 2        | 3        | 4        | 5        | Cidade   |
| ------ | ------ | ---- | ------ | -------- | -------- | -------- | -------- | -------- | -------- |
| 25 mai | Cuba   | 3-1  | Egito  | 25-17    | 25-20    | 22-25    | 25-21    | -        | Havana   |
| 26 mai | Rússia | 3-0  | Sérvia | 29-27    | 25-14    | 25-21    | -        | -        | Moscou   |
| 26 mai | Cuba   | 3-0  | Egito  | 25-18    | 25-22    | 25-19    | -        | -        | Havana   |
| 27 mai | Rússia | 3-1  | Sérvia | 25-21    | 25-23    | 21-25    | 30-28    | -        | Moscou   |
| 1 jun  | Sérvia | 3-0  | Egito  | 25-23    | 25-19    | 32-30    | -        | -        | Vršac    |
| 1 jun  | Cuba   | 2-3  | Rússia | 26-24    | 23-25    | 15-25    | 25-20    | 13-15    | Havana   |
| 2 jun  | Sérvia | 3-0  | Egito  | 28-26    | 25-20    | 25-22    | -        | -        | Novi Sad |
| 2 jun  | Cuba   | 3-1  | Rússia | 27-25    | 25-19    | 21-25    | 30-28    | -        | Havana   |
| 8 jun  | Egito  | 0-3  | Rússia | 15-25    | 34-36    | 19-25    | -        | -        | Cairo    |
| 8 jun  | Cuba   | 3-2  | Sérvia | 25-19    | 22-25    | 28-30    | 25-17    | 15-12    | Havana   |
| 9 jun  | Cuba   | 1-3  | Sérvia | 23-25    | 23-25    | 32-30    | 21-25    | -        | Havana   |
| 10 jun | Egito  | 0-3  | Rússia | 19-25    | 22-25    | 22-25    | -        | -        | Cairo    |
| 16 jun | Rússia | 3-0  | Egito  | 25-19    | 25-8     | 25-15    | -        | -        | Kazan    |
| 16 jun | Sérvia | 3-2  | Cuba   | 15-25    | 18-25    | 25-19    | 27-25    | 15-6     | Belgrado |
| 17 jun | Rússia | 3-1  | Egito  | 24-26    | 26-24    | 25-17    | 25-22    | -        | Kazan    |
| 17 jun | Sérvia | 0-3  | Cuba   | 18-25    | 16-25    | 16-25    | -        | -        | Novi Sad |
| 22 jun | Egito  | 0-3  | Sérvia | 22-25    | 22-25    | 18-25    | -        | -        | Cairo    |
| 23 jun | Rússia | 3-0  | Cuba   | 26-24    | 30-28    | 25-15    | -        | -        | Kazan    |
| 24 jun | Rússia | 3-0  | Cuba   | 25-16    | 25-21    | 29-27    | -        | -        | Kazan    |
| 24 jun | Egito  | 0-3  | Sérvia | 23-25    | 20-25    | 23-25    | -        | -        | Cairo    |
| 29 jun | Egito  | 0-3  | Cuba   | 22-25    | 20-25    | 20-25    | -        | -        | Cairo    |
| 29 jun | Sérvia | 0-3  | Rússia | 31-33    | 23-25    | 12-25    | -        | -        | Vršac    |
| 1 jul  | Egito  | 0-3  | Cuba   | 23-25    | 17-25    | 22-25    | -        | -        | Cairo    |
| 1 jul  | Sérvia | 3-0  | Rússia | 25-22    | 25-16    | 25-19    | -        | -        | Belgrado |

### Grupo D
| Pos | Equipe    | Pts | J  | V  | D  | PP   | PC   | PA    | SP | SC | SA    |
| --- | --------- | --- | -- | -- | -- | ---- | ---- | ----- | -- | -- | ----- |
| 1   | Polónia   | 24  | 12 | 12 | 0  | 1133 | 995  | 1,139 | 36 | 11 | 3,273 |
| 2   | Bulgária  | 20  | 12 | 8  | 4  | 1013 | 929  | 1,090 | 28 | 15 | 1,867 |
| 3   | China     | 16  | 12 | 4  | 8  | 1007 | 1076 | 0,936 | 18 | 29 | 0,621 |
| 4   | Argentina | 12  | 12 | 0  | 12 | 913  | 1066 | 0,856 | 9  | 36 | 0,250 |

PTS - pontos, J - jogos, V - vitórias, D - derrotas, PP - pontos pró, PC - pontos contra, PA - pontos average, SP - sets pró, SC - sets contra, SA - sets average
| Data   | Jogo      | Jogo | Jogo      | Parciais | Parciais | Parciais | Parciais | Parciais | Cidade    |
| Data   | Jogo      | Jogo | Jogo      | 1        | 2        | 3        | 4        | 5        | Cidade    |
| ------ | --------- | ---- | --------- | -------- | -------- | -------- | -------- | -------- | --------- |
| 25 mai | Polônia   | 3-0  | China     | 25-20    | 25-16    | 25-21    | -        | -        | Lodz      |
| 26 mai | Polônia   | 3-2  | China     | 24-26    | 25-20    | 23-25    | 25-16    | 15-13    | Lodz      |
| 26 mai | Bulgária  | 3-0  | Argentina | 25-22    | 25-21    | 25-19    | -        | -        | Varna     |
| 27 mai | Bulgária  | 3-0  | Argentina | 25-14    | 25-19    | 25-23    | -        | -        | Varna     |
| 1 jun  | Bulgária  | 3-1  | China     | 25-16    | 19-25    | 25-22    | 25-17    | -        | Varna     |
| 1 jun  | Polônia   | 3-1  | Argentina | 23-25    | 27-25    | 25-17    | 25-23    | -        | Poznan    |
| 3 jun  | Bulgária  | 3-0  | China     | 25-18    | 25-16    | 25-21    | -        | -        | Varna     |
| 3 jun  | Polônia   | 3-0  | Argentina | 25-16    | 25-22    | 25-18    | -        | -        | Bydgoszcz |
| 9 jun  | China     | 1-3  | Polônia   | 28-26    | 14-25    | 18-25    | 17-25    | -        | Chengdu   |
| 9 jun  | Argentina | 2-3  | Bulgária  | 25-20    | 21-25    | 25-21    | 18-25    | 13-15    | San Juan  |
| 10 jun | China     | 2-3  | Polônia   | 25-20    | 25-19    | 20-25    | 29-31    | 14-16    | Chengdu   |
| 10 jun | Argentina | 0-3  | Bulgária  | 19-25    | 18-25    | 13-25    | -        | -        | San Juan  |
| 16 jun | China     | 0-3  | Bulgária  | 23-25    | 24-26    | 18-25    | -        | -        | Chengdu   |
| 16 jun | Argentina | 1-3  | Polônia   | 29-31    | 12-25    | 25-17    | 18-25    | -        | Catamarca |
| 17 jun | China     | 0-3  | Bulgária  | 22-25    | 24-26    | 27-29    | -        | -        | Chengdu   |
| 17 jun | Argentina | 0-3  | Polônia   | 21-25    | 23-25    | 17-25    | -        | -        | Catamarca |
| 23 jun | Bulgária  | 1-3  | Polônia   | 25-21    | 19-25    | 23-25    | 23-25    | -        | Varna     |
| 23 jun | China     | 3-0  | Argentina | 25-17    | 25-17    | 25-21    | -        | -        | Chengdu   |
| 24 jun | China     | 3-2  | Argentina | 22-25    | 25-22    | 25-19    | 23-25    | 15-11    | Chengdu   |
| 24 jun | Bulgária  | 1-3  | Polônia   | 23-25    | 22-25    | 25-20    | 20-25    | -        | Varna     |
| 29 jun | Polônia   | 3-1  | Bulgária  | 22-25    | 25-23    | 25-22    | 25-16    | -        | Katowice  |
| 29 jun | Argentina | 2-3  | China     | 20-25    | 25-16    | 25-23    | 15-25    | 13-15    | Rosário   |
| 30 jun | Polônia   | 3-1  | Bulgária  | 23-25    | 25-20    | 25-23    | 25-23    | -        | Katowice  |
| 30 jun | Argentina | 1-3  | China     | 25-18    | 21-25    | 26-28    | 25-27    | -        | Santa Fé  |

## Fase final

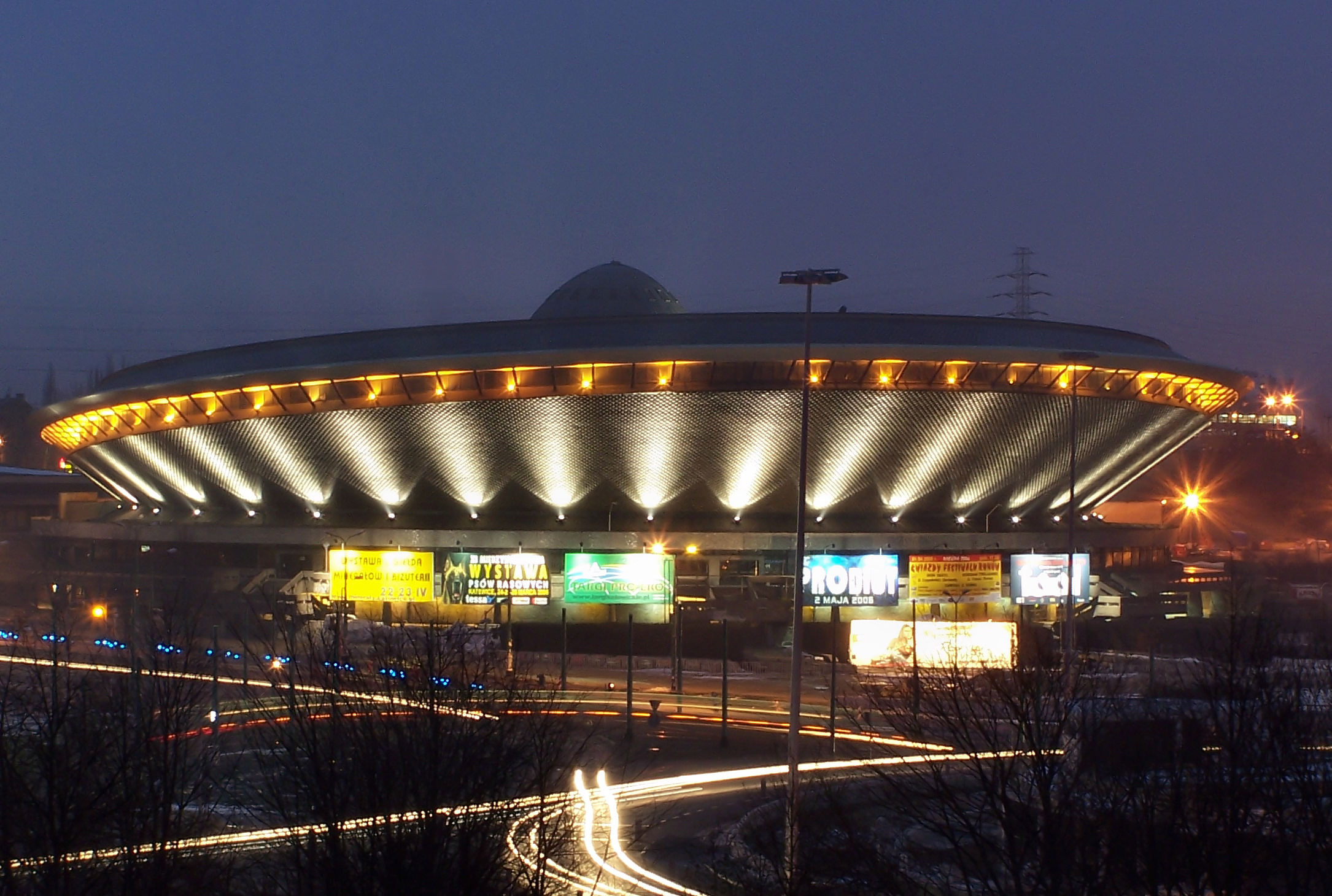
O ginásio Spodek, de Katowice, recebeu as partidas da fase final

A fase final da Liga Mundial de 2007 foi disputada na cidade polonesa de Katowice entre os dias 11 e 15 de julho. Os campeões de cada grupo da fase intercontinental (4), o país sede da fase final (Polônia) e mais um time convidado pela FIVB (selecionado entre os vice-campeões dos grupos) formaram as seis equipes que disputaram essa fase. Divididos em dois grupos, os dois primeiros de cada avançaram para as semifinais, onde saíram os dois finalistas da liga.

### Países classificados
| País           | Classificação               |
| -------------- | --------------------------- |
| Polônia        | País-sede da fase final     |
| Brasil         | Campeão do Grupo A          |
| Estados Unidos | Campeão do Grupo B          |
| Rússia         | Campeão do Grupo C          |
| Bulgária       | Segundo colocado do Grupo D |
| França         | Convidado pela FIVB         |

### Grupo E
| Pos | Equipe         | Pts | J | V | D | PP  | PC  | PA    | SP | SC | SA    |
| --- | -------------- | --- | - | - | - | --- | --- | ----- | -- | -- | ----- |
| 1   | Polónia        | 4   | 2 | 2 | 0 | 204 | 197 | 1,036 | 6  | 2  | 3,000 |
| 2   | Estados Unidos | 3   | 2 | 1 | 1 | 157 | 153 | 1,026 | 3  | 3  | 1,000 |
| 3   | França         | 2   | 2 | 0 | 2 | 185 | 196 | 0,944 | 2  | 6  | 0,333 |

PTS - pontos, J - jogos, V - vitórias, D - derrotas, PP - pontos pró, PC - pontos contra, PA - pontos average, SP - sets pró, SC - sets contra, SA - sets average
| Data   | Jogo    | Jogo | Jogo           | Parciais | Parciais | Parciais | Parciais | Parciais |
| Data   | Jogo    | Jogo | Jogo           | 1        | 2        | 3        | 4        | 5        |
| ------ | ------- | ---- | -------------- | -------- | -------- | -------- | -------- | -------- |
| 11 jul | Polônia | 3-2  | França         | 38-36    | 19-25    | 21-25    | 25-21    | 15-11    |
| 12 jul | França  | 0-3  | Estados Unidos | 21-25    | 20-25    | 26-28    | -        | -        |
| 13 jul | Polônia | 3-0  | Estados Unidos | 25-22    | 36-34    | 25-23    | -        | -        |

### Grupo F
| Pos | Equipe   | Pts | J | V | D | PP  | PC  | PA    | SP | SC | SA    |
| --- | -------- | --- | - | - | - | --- | --- | ----- | -- | -- | ----- |
| 1   | Rússia   | 3   | 2 | 1 | 1 | 167 | 163 | 1,025 | 4  | 3  | 1,333 |
| 2   | Brasil   | 3   | 2 | 1 | 1 | 203 | 199 | 1,020 | 5  | 4  | 1,250 |
| 3   | Bulgária | 3   | 2 | 1 | 1 | 172 | 180 | 0,956 | 3  | 5  | 0,600 |

PTS - pontos, J - jogos, V - vitórias, D - derrotas, PP - pontos pró, PC - pontos contra, PA - pontos average, SP - sets pró, SC - sets contra, SA - sets average
| Data   | Jogo     | Jogo | Jogo     | Parciais | Parciais | Parciais | Parciais | Parciais |
| Data   | Jogo     | Jogo | Jogo     | 1        | 2        | 3        | 4        | 5        |
| ------ | -------- | ---- | -------- | -------- | -------- | -------- | -------- | -------- |
| 11 jul | Brasil   | 2-3  | Bulgária | 25-21    | 20-25    | 25-21    | 23-25    | 12-15    |
| 12 jul | Bulgária | 0-3  | Rússia   | 23-25    | 21-25    | 21-25    | -        | -        |
| 13 jul | Rússia   | 1-3  | Brasil   | 25-22    | 23-25    | 20-25    | 24-26    | -        |

### Semifinais
| Data   | Jogo    | Jogo | Jogo           | Parciais | Parciais | Parciais | Parciais | Parciais |
| Data   | Jogo    | Jogo | Jogo           | 1        | 2        | 3        | 4        | 5        |
| ------ | ------- | ---- | -------------- | -------- | -------- | -------- | -------- | -------- |
| 14 jul | Rússia  | 3-1  | Estados Unidos | 25-22    | 17-25    | 25-13    | 25-21    | -        |
| 14 jul | Polônia | 1-3  | Brasil         | 23-25    | 25-23    | 21-25    | 23-25    | -        |

### Disputa de 3º lugar
| Data   | Jogo    | Jogo | Jogo           | Parciais | Parciais | Parciais | Parciais | Parciais |
| Data   | Jogo    | Jogo | Jogo           | 1        | 2        | 3        | 4        | 5        |
| ------ | ------- | ---- | -------------- | -------- | -------- | -------- | -------- | -------- |
| 15 jul | Polônia | 1-3  | Estados Unidos | 19-25    | 21-25    | 25-22    | 19-25    | -        |

### Final
| Data   | Jogo   | Jogo | Jogo   | Parciais | Parciais | Parciais | Parciais | Parciais |
| Data   | Jogo   | Jogo | Jogo   | 1        | 2        | 3        | 4        | 5        |
| ------ | ------ | ---- | ------ | -------- | -------- | -------- | -------- | -------- |
| 15 jul | Rússia | 1-3  | Brasil | 25-18    | 23-25    | 26-28    | 22-25    | -        |

## Classificação final
| 1 | 2 | 3 |
| Brasil Bruno Mossa de Rezende · Marcelo Elgarten · Éder Carbonera · André Heller · Sidnei dos Santos · Samuel Fuchs · Gilberto Godoy Filho · Murilo Endres · André Nascimento · Sérgio Dutra Santos · Anderson Rodrigues · Nalbert Bitencourt · Gustavo Endres · Rodrigo Santana · Roberto Minuzzi · Thiago Soares Alves · Ricardo Garcia · Dante Amaral · Alan Domingos · Técnico: Bernardo Rezende | Rússia Alexander Korneev · Semen Poltavsky · Alexander Volkov · Taras Khtey · Pavel Abramov · Serguei Grankine · Alexey Kazakov · Yuri Berezhko · Vadim Khamuttskikh · Roman Danilov · Oleg Samsonychev · Alexander Yanutov · Alexei Ostapenko · Alexander Abrosimov · Maxim Tereshin · Alexey Verbov · Evgeny Matkovski · Alexey Kuleshov · Vitaly Evdoshenko · Técnico: Vladimir Alekno | Estados Unidos Lloy Ball · Sean Rooney · James Polster · Richard Taliaferro · Richard Lambourne · Phillip Eatherton · David Lee · William Priddy · Ryan Millar · Riley Salmon · Brook Billings · Thomas Hoff · Clayton Stanley · Kevin Hansen · Gabriel Gardner · David McKienzie · Delano Thomas · Nils Nielsen · Alfred Reft · Técnico: Hugh McCutcheon |

| 4  | Polónia       |
| 5  | Bulgária      |
| 6  | França        |
| 7  | Cuba          |
| 8  | Finlândia     |
| 9  | China         |
| 10 | Itália        |
| 11 | Coreia do Sul |
| 12 | Sérvia        |
| 13 | Argentina     |
| 14 | Canadá        |
| 15 | Egito         |
| 16 | Japão         |

## Prêmios
- MVP (Most Valuable Player):  Ricardo Garcia

- Maior Pontuador:  Semen Poltavskiy

- Melhor Ataque:  Yuri Berezhko

- Melhor Bloqueio:  Gustavo Endres

- Melhor Saque:  Semen Poltavskiy

- Melhor Recepção:  Michal Winiarski

- Melhor Defesa:  Piotr Gacek

- Melhor Levantador:  Pawel Zagumny

- Melhor Líbero:  Richard Lambourne